# Albino Bich
Albino Pietro Giuseppe Bich, född 25 april 1903 i Valtournenche i Aostadalen, var en italiensk längdskidåkare som tävlade under 1920-talet. Vid olympiska vinterspelen 1924 i Chamonix deltog han i militärpatrull och ingick i det italienska laget som bröt tävlingen.